# La Capital
La Capital è uno storico quotidiano argentino fondato a Rosario nel 1867. È il più antico quotidiano del paese ancora in circolazione.

## Storia
Il quotidiano fu fondato il 15 novembre 1867 su iniziativa dei giornalisti Ovidio Lagos ed Eudoro Carrasco. In quegli anni la politica argentina stava dibattendo sull'opportunità di spostare la capitale da Buenos Aires ad un'altra località. Lagos e Carrasco iniziarono così, attraverso le colonne del giornale, una battaglia affinché la scelta ricadesse proprio su Rosario, città che in quegli anni stava vivendo un vero boom economico.
Il 31 ottobre 2017, in occasione del 150º anniversario della fondazione de La Capital, il senato argentino insignì il giornale del premio Domingo Faustino Sarmiento. Nella stessa occasione la municipalità di Rosario ha reso omaggio al quotidiano con una cerimonia culminata con la consegna all'editore di un diploma.
Nel marzo 2019 il giornale, che dagli anni novanta apparteneva al Grupo América, fu venduto ad una cordata guidata dall'imprenditore Gustavo Scaglione.